# プリンスの丘公園
プリンスの丘公園（プリンスのおかこうえん）は、東京都武蔵村山市榎にある公園（都市公園）。

## 概要
2004年（平成16年）に完全閉鎖された日産自動車村山工場跡地の一角に設けられた公園。広さは1万1,840平方メートルで、旧工場敷地139万平方メートルの1パーセントにも満たない。
工場が操業を開始したのは1962年（昭和37年）のことで、当初はプリンス自動車工業の工場であった。同社は1966年（昭和41年）に日産自動車と合併。以来、日産の主力車種を生産する工場として稼働してきた。工場の閉鎖後、跡地約106万平方メートルの土地が宗教法人・真如苑へと譲渡され、残りの土地にはイオンモールむさし村山や武蔵村山病院、日産の販売店などが建っている。
園内には小高い丘があるほか、一角に「スカイラインGT-R発祥の地」と記された記念碑が建つ。この記念碑の土台近くにあるマンホールの蓋には、かつてのプリンス自動車工業の社章があしらわれている。

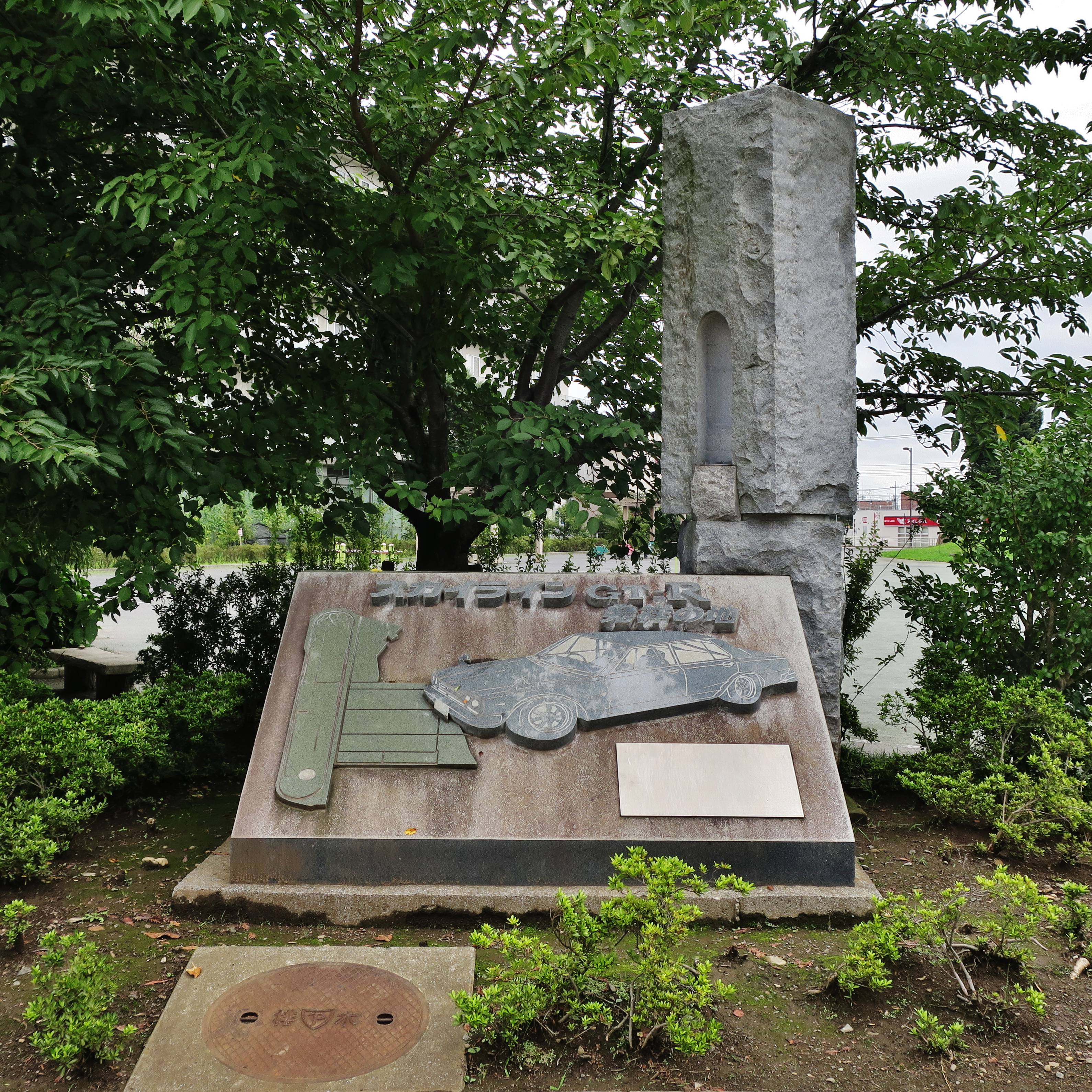
「スカイラインGT-R発祥の地」の碑
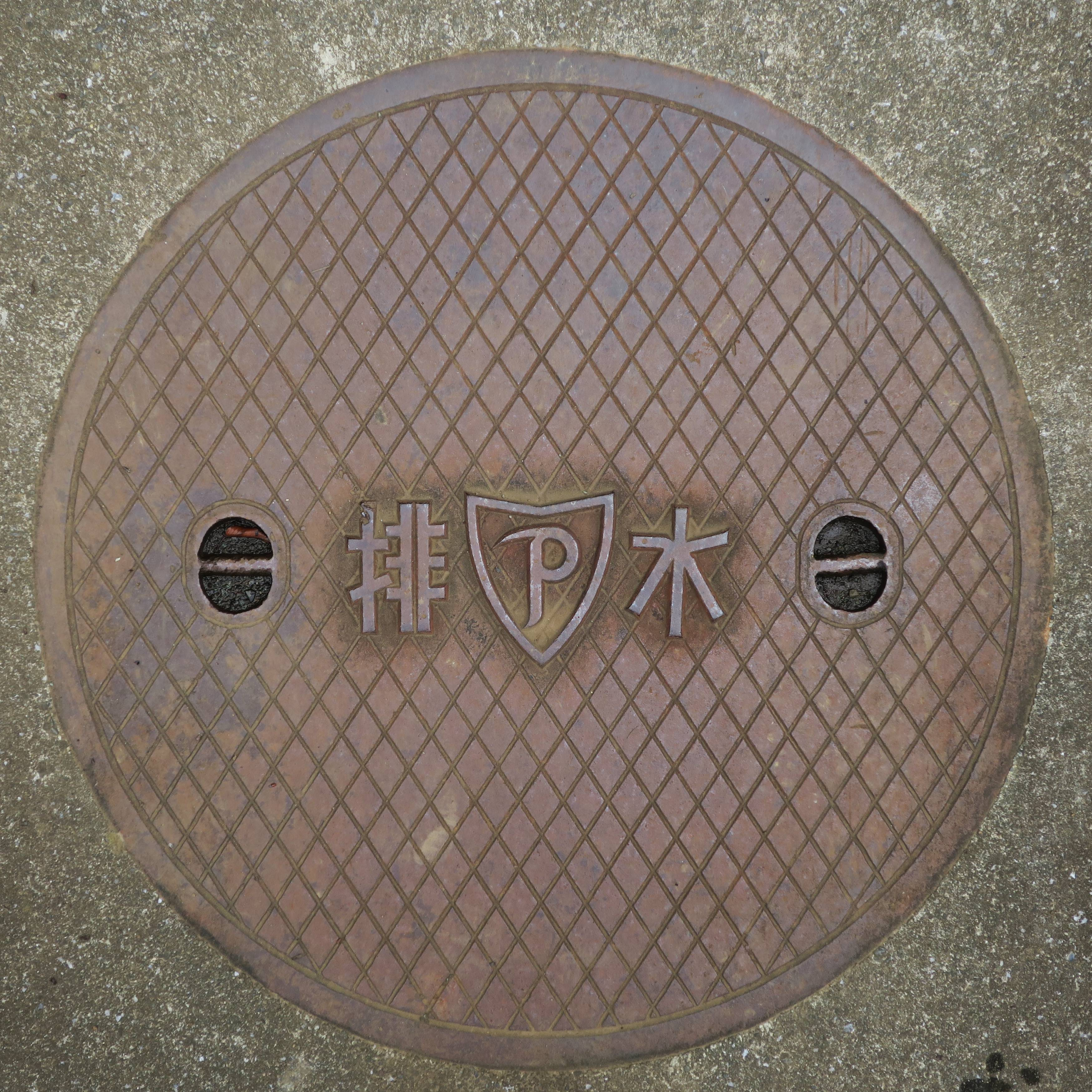
プリンスの社章があしらわれたマンホールの蓋

## 交通アクセス
- イオンモールむさし村山そば（イオンモールむさし村山#交通アクセスも参照）。